# 普希金诺农村居民点
普希金诺农村居民点（俄语：Пушкинское сельское поселение）是俄罗斯联邦布良斯克州谢夫斯克区所属的一个农村居民点。其下辖有9个居民点，行政中心为普希金诺。据2015年统计，该农村居民点的人口为757人。